# 叠氮化钴
叠氮化钴是一种无机化合物，化学式为{Co(μ-N3)2}n。它可由硝酸钴和叠氮化钠在酸化的溶液中反应，沉淀得到；或由八羰基二钴和叠氮化碘反应制得。
Co2(CO)8 + 4 IN3 → 2 Co(N3)2 + 8 CO + 2 I2
它也是五唑化钴八水合物（Co(N5)2(H2O)4·4H2O）的热分解产物。它可以形成配离子CoN3+和[Co(N3)4]2−，后者可以[(C6H5)4E]2[Co(N3)4]（E=P, As）的形式分离出来。
三价钴的化合物Co2(μ-N3)2(N3)4（CAS号：150117-01-4）是已知的，它通过Co(NH3)3(N3)3光解得到。